# Valle Ferrera
Vallferrera (en catalán la Vall Ferrera), etimológicamente Valle del Hierro, es un valle que se halla en la provincia de Lérida, en el Pirineo catalán, al oeste de Andorra. Está rodeado de montañas que se elevan entre los 1900 y los 3.000 metros. Está bañado por los ríos Noguera de Vallferrera y su afluente Noguera de Tor. A lo largo del valle se ven diseminados siete pueblos o aldeas: Ainet de Besán (de Vallferrera antiguamente), Alíns, Araós (o Arahós), Areu, Besán, Noris y Tor.

## Turismo
El Vallferrera es importante por sus cimas (Pica d'Estats, 3.143 m; Monteixo, 2.905 m; Pic de Baborte, 2.938 m; Pic de Saloria, 2.790, Pic de Norís, 2.834 m) sus paisajes y sus iglesias románicas, entre las que destacan la iglesia visigótica de San Francesc de Araós, la iglesia de Santa María de la Torre, las ermitas de San Quic de Alíns, la ermita prerrománica de San Lliser de Virós y Santes Creus de Buiro, la iglesia parroquial de San Julià de Ainet, la iglesia de Sant Piri de la Força o del Roc, la iglesia parroquial de San Pedro y la iglesia de San Clemente.
En el Vallferrera se encuentra la estación de esquí Virós-Vallferrera (Estació Hivernal Virós-Vallferrera), en los municipios de Alins y Araós. La estación parte del refugio Gall Fer, a 1700 metros de altitud y recorre el bosque de Virós, enclavado dentro del parque natural Alto Pirineo, donde se pueden practicar esquí nórdico, paseos con trineos y raquetas y esquí de montaña, hasta la zona de las Bordas de Virós, desde donde se pueden practicar otras actividades veraniegas.

## Flora
Abundan los pinares de pino rojo (Pinus sylvestris) en las umbrías, que alternan con planifolios como el abedul (Betula pendula) e incluso hayas (Fagus sylvatica), que ocupan una escasa extensión en el Bosc de Virós. En las solanas bajas aparecen bosques de robles (Quercus spp.), bosques de chopos, y también encinas (Quercus ilex). En las cotas elevadas es posible localizar manchas de pino negro (Pinus uncinata) y abeto (Abies alba)

## Fauna
En la alta montaña tienen su refugio la lagartija pallaresa (Lacerta aurelioi Arribas, 1994. Se trata de una especie que procede del Pallars Sobirá, Andorra y de Francia (de Ariege), y que no se encuentra en ningún otro lugar del mundo. También puede verse por el entorno al oso pardo.

## Arquitectura rural e industrial
Las bordas son un tipo de arquitectura popular que se emplean para el resguardo del pastor y su rebaño. En otras ocasiones pueden servir para guardar el pasto ya segado. Son de piedra con el tejado de pizarra.
Las fraguas fueron construcciones muy importantes cuyo mayor auge se dio durante los siglos XVIII y XIX, cuando tuvo un gran desarrollo la industria metalúrgica apoyada por la riqueza en minas de hierro de todo el entorno. Las fraguas de Vallferrera fueron de las más significativas, sobre todo las situadas en Areu, Alíns y Araós.

## Arquitectura mozárabe
En todo este valle se encuentran diseminadas una serie de minúsculas iglesitas prerrománicas, con indicios de construcción mozárabe:
- Sant Francesc de Arahós, documentada. Rectangular y sin ábside. El arco de entrada está sobrepasado en un tercio del radio y descansa sobre impostas.
- En Ainet de Besán hay una iglesia que conserva algunos restos mozárabes. Por encima de este pueblo y en plena montaña, una ermita mantiene su nave trapezoidal y su ábside con bóveda de medio cañón. Tiene una ventanita axial con doble derrame (corte oblicuo del muro en la periferia de un vano). Al exterior está rodeada de un muro semicircular.
- Ermita de San Ambrosio, en el fondo del valle hacia el este, en un saliente de la montaña a 2.020 metros de altitud y en medio de un bosque. Se trata de un ejemplar muy curioso cuyo ábside y arco triunfal descansan sobre muros cóncavos; la bóveda y el otro arco cierran su herradura hasta el suelo.
- Al suroeste de Ainet, en plena montaña, en un lugar llamado Bordes de Virós, se encuentra otra pequeña iglesia edificada con aparejo de piedras menudas. Esta iglesia está documentada en el acta de consagración de Seo de Urgel en el año 839. La puerta de entrada presenta un aspecto extraño con su arco semicircular superpuesto cuyo arranque se ve muy retraído.